# Citlalli Hernández
Citlalli Hernández, née le 29 avril 1990 à Mexico (État de Mexico), est une femme politique mexicaine. Elle est secrétaire générale de Morena depuis le 28 octobre 2020.
Également sénatrice depuis le 18 avril 2022, elle fut députée locale de la ville de Mexico. En 2018, elle est élue sénatrice. Au sein de Morena, elle incarne l'aile progressiste.

## Biographie

### Études
Citlalli Hernández est née le 29 avril 1990 à Mexico, dans l'État de Mexico. Elle commence des études dans les sciences des communications à l'Université nationale autonome du Mexique, mais elle ne termine pas son parcours universitaire.

### Parcours politique

#### Élue locale de Mexico
Elle commence son militantisme à Morena dans la délégation d'Iztacalco, où elle est membre du comité de base, membre de la jeunesse et secrétaire à la culture du comité exécutif. En 2015, elle est élue députée à l'Assemblée législative du District fédéral, dernière législature sous cette forme, devenu depuis le 17 septembre 2018 le Congrès de Mexico.

#### Sénatrice
Lors des élections de juillet 2018, elle est élue sénatrice de Mexico. Au Sénat, elle est secrétaire de la commission anti-corruption, transparence et participation citoyenne, et membre des commissions droits de l'homme, jeunesse et sports, relations extérieures, Amérique latine et Caraïbes, travail et bien-être social, culture et économie.
En avril 2022, elle décide de revenir à son mandat de sénatrice, malgré l'interdiction de cumuler un mandat législatif et une fonction exécutive au sein de Morena. Face à la polémique sur un double salaire en raison de ses deux fonctions, Morena a répondu qu'elle ne recevait plus d'argent par le parti, mais uniquement celui de son mandat.

#### Secrétaire générale de Morena

##### Campagne et élection
En septembre 2020, elle démissionne de son mandat de sénatrice et entre en campagne pour être élue secrétaire générale du parti lors de la prochaine élection interne. Lors de cette campagne, elle affirme se situer au sein d'une aile progressiste et de gauche du parti et dénonce les conservateurs qui se sont « imprégnés » au sein de Morena.
Le 9 octobre 2020, l'Institut national électoral annonce la victoire de Citlalli Hernández, à l'issue d'un sondage interne, à la fonction de secrétaire générale de Morena.

##### Positions politiques
Citlalli Hernández, au sein de Morena, s'affirme comme une progressiste et de gauche,,. Par exemple, elle est en faveur de l'avortement. Le 11 mars 2019, lors d'une émission, Citlalli a débattu avec la sénatrice Alejandra Reynoso Sánchez (es), cette dernière exposant des arguments contre l'avortement, tandis que Citlalli a donné des arguments en sa faveur, donnant comme exemple, que depuis 2007, la mortalité des mères causée par l'avortement à risque à Mexico a été réduite à pratiquement zéro.
Citlalli Hernández est également une militante pro-LGBT, qui est opposée à la thérapie de conversion et se consacre à la lutte contre l'homophobie.

##### Réélection en 2022
Le 17 septembre 2022, à l'issue du troisième congrès de Morena, Citlalli Hernández et le président Mario Delgado Carrillo sont réélus avec 807 voix pour, 520 contre et 34 abstentions pour une prolongation de leurs mandats internes jusqu'aux élections fédérales de 2024. Lors du congrès, des divisions apparaissent entre différentes lignes et la suppression de l'indication « parti de gauche » dans les documents et le statut du parti, face à ces critiques et divisions le président Delgado appelle à l'unité. Néanmoins, la prolongation de son mandat est contestée par certains membres du parti, mais le Tribunal électoral finit par autoriser cette décision interne.

## Controverses
Le 29 mai 2019, elle est victime d'une tentative d'assassinat à l'engin explosif, déguisé en un livre dans ses bureaux du Sénat, qui lui a causé une blessure légère,.